# Стефан (изабрани папа)
Стефан II) је био папа са најкраћим понтификатом. Умро је 26. марта 752. године, неколико дана након избора за папу.

## Биографија
Стефанов претходник, папа Захарије, умро је 15. марта 752. године. Као најстарији презвитер у Риму, Стефан је 22. или 23. марта 752. године одређен за службеног наследника папе Захарија. Приликом избора је већ био веома стар те је умро четири дана након избора од срчаног удара пре него што је изабран за епископа. Његов наследник је такође узео име Стефан. У службеном попису папа он носи назив Стефан II. Изабрани папа Стефан II данас је непризнати папа. Кроз историју је више пута уврштаван и изостављан са спискова римских епископа. Разлог за то је тај што папе до 10. века своме имену нису додавале бројеве. Тек је 1057. године један у низу папа са именом Стефан и службено узео назив Стефан IX (латински: Stephanus Nonus papa). До 16. века овај папа није био на службеним пописима папа јер је до тада била на снази теорија да је за понтификат неопходан избор за епископа. Од тада је раширено мишљење да је за пуноправни понтификат довољан избор за папу те је изабрани папа Стефан враћен на списак. Папа Јован XXIII га је 1961. године поново избрисао са службеног списка папа.